# 사회공공연구소
사회공공연구원은 2008년 8월에 창립된 대한민국의 공공성 전문 연구 단체로, 전국공공서비스노동조합이 설립했다. 2011년 6월 전국공공서비스노동조합이 전국운수산업노동조합과 통합하여, 전국공공운수사회서비스노동조합으로 조직을 변경함에 따라 기존 운수정책연구소와 사회공공연구소가 통합해 사회공공연구원으로 출범했다.

## 성향
민주노총 전국공공서비스노동조합 부설 연구원이며, 홈페이지의 소개에 의하면 신자유주의와 구조조정에 맞서 사회 공공성 의제를 공론화 한다고 한다.